# Liste der Kulturdenkmale in Rothensee
In der Liste der Kulturdenkmale in Rothensee sind alle Kulturdenkmale des zur Stadt Magdeburg gehörenden Stadtteils Rothensee aufgelistet. Grundlage ist das Denkmalverzeichnis des Landes Sachsen-Anhalt, das auf Basis des Denkmalschutzgesetzes vom 21. Oktober 1991 erstellt und seither laufend ergänzt wurde (Stand: 31. Dezember 2024). 

## Kulturdenkmale
| Lage | Bezeichnung                     | Beschreibung | Erfassungs- nummer | Ausweisungsart | Bild                            |
| --- | ------------------------------- | --- | ------------------ | -------------- | ------------------------------- |
| Akazienstraße 1a, 3, 22; Badeteichstraße 18; Krugstraße 10, 12; Turmstraße 1-2, 3, 4, 5, 6, 6a; (Karte) | Anger                           | Ortskern | 107 15024          | Denkmalbereich | Anger                           |
| Bülstringer Straße 20 (Karte)                                                                           | Pohlmann-Fertighaus             | experimentelles Fertigteil-Wohnhaus von 1927, vom ehemaligen Standort Oststraße 7b im Stadtteil Werder nach Rothensee umgesetzt | 094 06380          | Baudenkmal     | Pohlmann-Fertighaus             |
| Lindenstraße 6 (Karte)                                                                                  | Gutsarbeiterhaus Lindenstraße 6 | Gutsarbeiterhaus Das Fachwerkhaus war Teil des historischen Freihofes Großer Hof und wurde spätestens im 18. Jahrhundert erbaut. Es ist ein eingeschossiges Haus mit einem steilen Satteldach. | 094 70339          | Baudenkmal     | Gutsarbeiterhaus Lindenstraße 6 |
| Turmstraße 1, 2 (Karte)                                                                                 | Turmhaus Rothensee              | Bauernhof mit romanischem Wohnturm, Der Wohnturm wurde im späten 12. oder frühen 13. Jahrhundert erbaut. Heute ist er Teil eines ehemaligen Freihofes der Magdeburger Dompropstei. Der Wohnturm hat einen Grundriss von etwa 6 × 6 Meter, wobei die Mauern 1,3 Meter dick sind. Nordöstlich an den Turm schließt sich ein Wohnhaus aus der Mitte des 17. Jahrhunderts an. Es ist ein zweigeschossiges Fachwerkhaus mit Satteldach. Zum Hof gehören noch ein eingeschossiges Wohnhaus mit Satteldach und ein Wirtschaftsgebäude auf dem Hof. | 094 81840          | Baudenkmal     | Turmhaus Rothensee              |
| Turmstraße 13 (Karte)                                                                                   | Reformationskirche              | Kirche Die Kirche liegt im Norden Magdeburgs zwischen Industriehafen und Neustädter See. Die zweischiffige Kirche wurde von 1909 bis 1910 erbaut. | 094 71137          | Baudenkmal     | Weitere Bilder                  |
| Windmühlenstraße 30 (Karte)                                                                             | Grundschule Rothensee           | Schule Die eingeschossige Schule wurde von 1925 bis 1926 nach einem Entwurf von Johannes Göderitz errichtet. | 094 17395          | Baudenkmal     | Weitere Bilder                  |

## Legende
In den Spalten befinden sich folgende Informationen:
- Lage: Nennt den Straßennamen und wenn vorhanden die Hausnummer des Kulturdenkmals. Die Grundsortierung der Liste erfolgt nach dieser Adresse. Der Link „Karte“ führt zu verschiedenen Kartendarstellungen und nennt die geographischen Koordinaten.
Link zu einem Kartenansichtstool, um Koordinaten zu setzen. In der Kartenansicht sind Baudenkmale ohne Koordinaten mit einem roten bzw. orangen Marker dargestellt und können in der Karte gesetzt werden. Baudenkmale ohne Bild sind mit einem blauen bzw. roten Marker gekennzeichnet, Baudenkmale mit Bild mit einem grünen bzw. orangen Marker.
- Offizielle Bezeichnung: Nennt den Namen, die Bezeichnung oder zumindest die Art des Kulturdenkmals und verlinkt, soweit vorhanden, auf den Artikel zum Objekt.
- Beschreibung: Nennt bauliche und geschichtliche Einzelheiten des Kulturdenkmals, vorzugsweise die Denkmaleigenschaften.
- Erfassungsnummer: Für jedes Kulturdenkmal wird in Sachsen-Anhalt eine 20stellige Erfassungsnummer vergeben. Die letzten zwölf Ziffern werden für die Untergliederung nach Teilobjekten genutzt und werden nur angegeben, soweit vergeben. In dieser Spalte kann sich folgendes Icon  befinden, dies führt zu Angaben zu diesem Baudenkmal bei Wikidata.
- Ausweisungsart: Die Einordnung des Denkmales nach § 2 Abs. 2 DenkmSchG LSA
- Bild: Ein Bild des Denkmales, und gegebenenfalls einen Link zu weiteren Fotos des Kulturdenkmals im Medienarchiv Wikimedia Commons. Wenn man auf das Kamerasymbol klickt, können Fotos zu Kulturdenkmalen aus dieser Liste hochgeladen werden: